# 白辛夫
白辛夫（1913年—1995年），河南省睢县人。中国人民解放军少将。
早年参加新四军，后担任第三野战军供给部副部长、华东军区后勤部军需生产部部长等。1964年，授少将军衔。文化大革命期间，担任总后勤部西安办事处主任。1971年解除职位。